# Union de la droite
Ne doit pas être confondu avec Union des droites.
« Union de la droite » ou « Union à droite » (abrégée en UD, BC-UD pour un binôme ou LUD pour une liste), parfois appelée « Union des droites », est un terme et une nuance politique créée par le ministère de l'Intérieur français à l'occasion des élections municipales de 2014.
Depuis 2021, cette nuance est attribuée à tout binôme ou liste obtenant le soutien ou l'investiture de plusieurs partis classés à droite.

## Contexte
La nuance est créée par le ministère de l'Intérieur à l'occasion des élections municipales de 2014, et prend la suite de la nuance « majorité présidentielle » (abrégée MAJ ou LMAJ pour « liste de la majorité présidentielle »), en vigueur depuis les élections sénatoriales de 2008. Elle change de nom des suites de la victoire de François Hollande à l'élection présidentielle de 2012 et des élections législatives de la même année, qui ont porté le Parti socialiste au pouvoir et ont donc relégué l'UMP dans l'opposition.
En vue des élections départementales et régionales de 2021, et dans un contexte de morcellement et de recomposition du paysage politique français, la nuance est renommée « Union à droite » par une circulaire du ministre de l'Intérieur.

## Utilisation
La circulaire du 4 février 2020 du ministre de l'Intérieur, Christophe Castaner, précise que la nuance est attribuée à toute liste investie par Les Républicains et par au minimum un autre parti classé à droite, comme le Parti chrétien-démocrate ou le Mouvement pour la France.
Dans le cadre des élections départementales et régionales de 2021, la nuance est attribuée à tout binôme ou liste recevant le soutien ou l'investiture de plusieurs partis dits de droite, sans que le parti Les Républicains n’en soit nécessairement.

## Déclinaison

### Union au centre et à droite
La nuance « Union au centre et à droite » (abrégée en UCD, BC-UCD pour un binôme ou LUCD pour une liste) est créée dans le cadre des élections départementales et régionales de 2021  et est attribuée aux binômes ou listes recevant le soutien ou l'investiture de plusieurs partis de centre et de droite, dont l'un (au moins) dispose d'une nuance propre.